# Matusalem
Pour l’article ayant un titre homophone, voir Mathusalem (homonymie).
Série
Simon les nuages
(1990) Matusalem II : Le Dernier des Beauchesne
(1997)
Pour plus de détails, voir Fiche technique et Distribution.
Matusalem est un film québécois de Roger Cantin produit en 1993 et mettant en vedette Marc Labrèche. La suite du film, Matusalem II : Le Dernier des Beauchesne est parue en 1997. Il est la suite du film Simon les nuages, sorti en 1990.

## Synopsis
Un jeune garçon vient en aide au fantôme d’un pirate à la recherche d’un parchemin. Il se fait capturer par d’autres pirates convoitant le même document. Un groupe d’amis part à sa recherche et découvre un passage secret vers une plage cubaine, les ramenant à l’époque où ces pirates sévissaient.

## Fiche technique
Source : IMDb et Films du Québec
- Titre original : Matusalem
- Réalisation : Roger Cantin
- Scénario : Roger Cantin
- Musique : Milan Kymlicka
- Direction artistique : Vianney Gauthier
- Costumes : Francesca Chamberland
- Maquillage : Lucille Demers
- Coiffure : Marie-Lyne Normandin
- Photographie : Michel Caron
- Son : Dominique Chartrand, Hans Peter Strobl
- Montage : Yves Langlois
- Effets visuels : Bernard Lajoie, Richard Ostiguy, Meinert Hansen
- Assistante réalisation : Ginette Guillard
- Production : Claude Bonin
- Société de production : Les Films Vision 4
- Sociétés de distribution : Allegro Films Distribution et C/FP Vidéo
- Budget : 3,6 millions $ CA
- Pays de production :  Canada
- Tournage : mars, avril et juin 1993 à Terrebonne, Cuba et Montréal
- Langue originale : français
- Format : couleur — 35 mm — 1,85:1 (VistaVision) — son Dolby numérique
- Genre : film d'aventures, film pour enfants
- Durée : 108 minutes
- Dates de sortie :
  - Canada : 14 décembre 1993 (première au Théâtre Maisonneuve de la Place des Arts de Montréal)[2]
  - Canada : 17 décembre 1993 (sortie en salle au Québec)
- Classification :
  - Québec : Visa général[3]

## Distribution
- Marc Labrèche : Philippe Ambroise Dubuc de Beauchêne
- Émile Proulx-Cloutier : Olivier Saint-Pierre
- Steve Gendron : Laurent Saint-Pierre
- Jessica Barker : Carole Bonin
- Marie-France Monette : Hélène Lafleur
- Maxime Collin : Benoît Painchaud
- Jod Léveillé-Bernard : Claude Petit
- Gabriel Gascon : capitaine Monbars
- Raymond Cloutier : El Diablo
- Annette Garant : Évelyne Monbars
- Rodrigue Proteau : El Moribundo
- Claude Desparois : El Cachiporra
- Roger Joubert : père Lansien
- Jean-Pierre Bergeron : policier Letendre
- Alain Gendreau : policier Ledoux
- Richard Niquette : policier moustachu
- Frank Fontaine : policier non-fumeur
- Normand Lévesque : monsieur St-Pierre
- Léa-Marie Cantin : madame St-Pierre
- Andrée Pelletier : madame Blanchette
- Audrey Laurin : Julie Laviolette
- Daphnée Viens : Astérie
- Anne-Marie Riel : Marie
- Ian-Aurel Lagarde : un frère Painchaud
- Luc Séguin : un frère Painchaud
- Manuel Aranguiz : le bricoleur
- Chantal Lamarre : une passante
- Andréa Parro, Jerry Snell, Jeff Hall et Johanne Madore : voyous du village
- Alain Tremblay, Paul Cagelet et Sylvain Massé : pirates serviteurs
- André Lacoste, Gerry Leduc et Jean-Louis Leduc : musiciens captifs
- Reynald Bouchard : pirate superstitieux
- Jean-Emery Gagnon et Jean Frenette : joueurs de dés